# Karguibangou
Karguibangou, o anche Kargui Bangou, è un comune rurale del Niger facente parte del dipartimento di Dosso nella regione omonima.